# Luis Hierro López

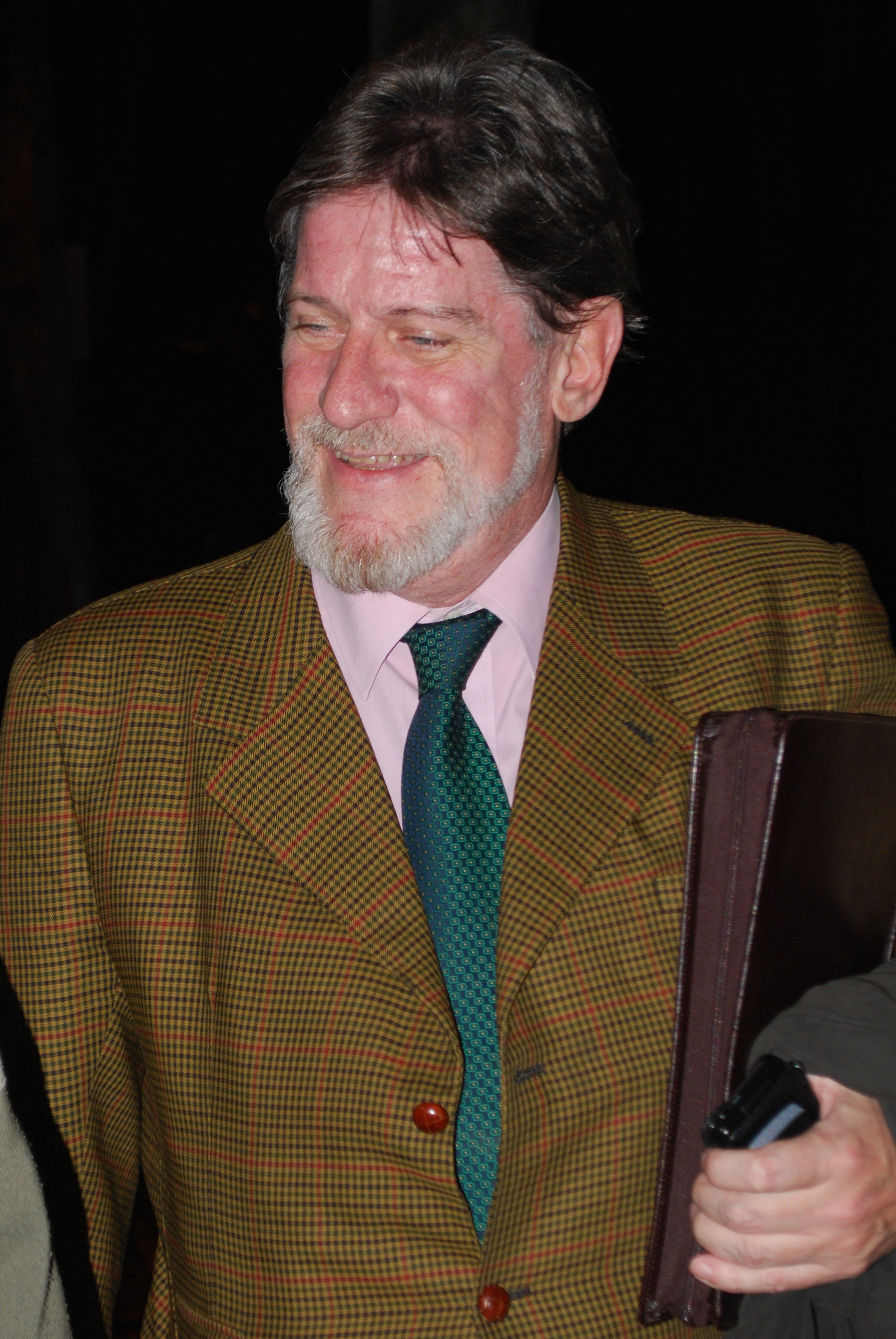
Luis Hierro López

Luis Hierro López (* 6. Januar 1947 in Montevideo) ist ein uruguayischer Politiker.
Hierro López wurde als Sohn des früheren Kammerpräsidenten und ehemaligen Bildungs- und Kulturministers Luis Hierro Gambardella in Montevideo geboren.
Er gehört der Partido Colorado an und saß zunächst als Abgeordneter ab 1984 im Repräsentantenhaus. Dort war er vom 1. März 1989 bis zum 15. Februar 1990 Präsident der Cámara de Representantes. Später leitete er für einige Monate das Innenministerium von Uruguay (2. Februar 1998 bis 9. Oktober 1998).
Schließlich hatte er das Amt des Senatspräsidenten vom 1. März 2000 bis 15. Februar 2005 inne und war damit Vizepräsident Uruguays.